# 副斜口樸麗魚
副斜口樸麗魚，為輻鰭魚綱鱸形目隆頭魚亞目慈鯛科的其中一種，分布於非洲維多利亞湖流域，棲息深度可達21公尺，體長可達9.8公分，棲息在泥底質水域，生活習性不明。

## 擴展閱讀
維基物種上的相關：副斜口樸麗魚